# Flèche ardennaise 2015
La 50e édition de la Flèche ardennaise a eu lieu le 10 mai 2015. La course fait partie du calendrier UCI Europe Tour 2015 en catégorie 1.2. C'est également la deuxième épreuve de la Topcompétition 2015 ainsi que la deuxième de la Lotto Wallonia Cup 2015.
L'épreuve a été remportée lors d'un sprint à trois par le Belge Loïc Vliegen (BMC Development) qui s'impose respectivement devant son compatriote Gaëtan Bille (Verandas Willems) et le Néerlandais Sam Oomen (Rabobank Development).
Le Français Thomas Vaubourzeix (Veranclassic-Ekoï) remporte le classement de la montagne.

## Présentation

### Équipes
Classée en catégorie 1.2 de l'UCI Europe Tour, la Flèche ardennaise est par conséquent ouverte aux équipes continentales professionnelles belges, aux équipes continentales, aux équipes nationales et aux équipes régionales et de clubs.
Vingt-huit équipes participent à cette Flèche ardennaise - treize équipes continentales et quinze équipes régionales et de clubs :
| Équipes continentales          | Équipes continentales | Équipes continentales |
| Nom de l'équipe                | Pays                  | Code                  |
| ------------------------------ | --------------------- | --------------------- |
| 3M                             | Belgique              | MMM                   |
| Cibel                          | Belgique              | CIB                   |
| Colba-Superano Ham             | Belgique              | CSH                   |
| Color Code-Aquality Protect    | Belgique              | CCB                   |
| Differdange-Losch              | Luxembourg            | CCD                   |
| Rabobank Development           | Pays-Bas              | RDT                   |
| SEG Racing                     | Pays-Bas              | SEG                   |
| T.Palm-Pôle Continental Wallon | Belgique              | PCW                   |
| Telenet-Fidea                  | Belgique              | TFC                   |
| Vastgoedservice-Golden Palace  | Belgique              | VGS                   |
| Veranclassic-Ekoï              | Belgique              | VER                   |
| Verandas Willems               | Belgique              | WIL                   |
| Wallonie-Bruxelles             | Belgique              | WBC                   |

| Équipes régionales et de clubs      | Équipes régionales et de clubs | Équipes régionales et de clubs |
| Nom de l'équipe                     | Pays                           | Code                           |
| ----------------------------------- | ------------------------------ | ------------------------------ |
| Asfra Racing Oudenaarde             | Belgique                       | ASF                            |
| Baguet-MIBA Poorten-Indulek         | Belgique                       | BMP                            |
| BCV Works-Soenens                   | Belgique                       | BCV                            |
| BMC Development                     | États-Unis                     | BMD                            |
| EFC-Etixx                           | Belgique                       | EFC                            |
| KSV Deerlijk-Gaverzicht             | Belgique                       | DEE                            |
| Lotto-Soudal U23                    | Belgique                       | LTU                            |
| Ottignies-Perwez                    | Belgique                       | OTP                            |
| Profel United                       | Belgique                       | PFU                            |
| Prorace                             | Belgique                       | PRO                            |
| Royal Antwerp BC                    | Belgique                       | RAN                            |
| Van Der Vurst-Hiko                  | Belgique                       | VDV                            |
| VC Pays de Loudéac                  | France                         | VCP                            |
| Verandas Willems-Crabbé-CC Chevigny | Belgique                       | CHE                            |
| VL Technics-Experza-Abutriek        | Belgique                       | VLT                            |

### Règlement de la course

#### Primes
Les vingt prix sont attribués suivant le barème de l'UCI,. Le total général des prix distribués est de 6 010 €.
| Position | 1er     | 2e      | 3e    | 4e    | 5e    | 6e    | 7e    | 8e    | 9e    | 10e à 20e |
| Prix     | 2 425 € | 1 210 € | 607 € | 305 € | 240 € | 180 € | 180 € | 118 € | 118 € | 57 €      |

## Classements

### Classement final
| Classement final | Classement final   | Classement final | Classement final     | Classement final  |
|                  | Coureur            | Pays             | Équipe               | Temps             |
| ---------------- | ------------------ | ---------------- | -------------------- | ----------------- |
| 1er              | Loïc Vliegen       | Belgique         | BMC Development      | en 4 h 31 min 0 s |
| 2e               | Gaëtan Bille       | Belgique         | Verandas Willems     | + 0 s             |
| 3e               | Sam Oomen          | Pays-Bas         | Rabobank Development | + 0 s             |
| 4e               | Dries Van Gestel   | Belgique         | Lotto-Soudal U23     | + 4 s             |
| 5e               | Laurens De Plus    | Belgique         | Lotto-Soudal U23     | + 14 s            |
| 6e               | Thomas Vaubourzeix | France           | Veranclassic-Ekoï    | + 46 s            |
| 7e               | Dimitri Claeys     | Belgique         | Verandas Willems     | + 46 s            |
| 8e               | Floris Gerts       | Pays-Bas         | BMC Development      | + 46 s            |
| 9e               | Alex Peters        | Royaume-Uni      | SEG Racing           | + 51 s            |
| 10e              | Jan Maas           | Pays-Bas         | Rabobank Development | + 53 s            |
| modifier         |                    |                  |                      |                   |

### Classements annexes
| \| Classement de la montagne[1] \| Classement de la montagne[1] \| Classement de la montagne[1] \| Classement de la montagne[1] \| Classement de la montagne[1] \| \| ---------------------------- \| ---------------------------- \| ---------------------------- \| ---------------------------- \| ---------------------------- \| \| \| Coureur \| Pays \| Équipe \| Point(s) \| \| 1er \| Thomas Vaubourzeix \| France \| Veranclassic-Ekoï \| 87 points \| \| 2e \| Rick Ottema \| Pays-Bas \| Colba-Superano Ham \| 69 pts \| \| 3e \| Gertjan De Vos \| Belgique \| 3M \| 39 pts \| \| modifier \| \| \| \| \| |                    |          |                    |           |
| Classement de la montagne |                    |          |                    |           |
| | Coureur            | Pays     | Équipe             | Point(s)  |
| 1er | Thomas Vaubourzeix | France   | Veranclassic-Ekoï  | 87 points |
| 2e | Rick Ottema        | Pays-Bas | Colba-Superano Ham | 69 pts    |
| 3e | Gertjan De Vos     | Belgique | 3M                 | 39 pts    |
| modifier |                    |          |                    |           |

### Classement de la Topcompétition

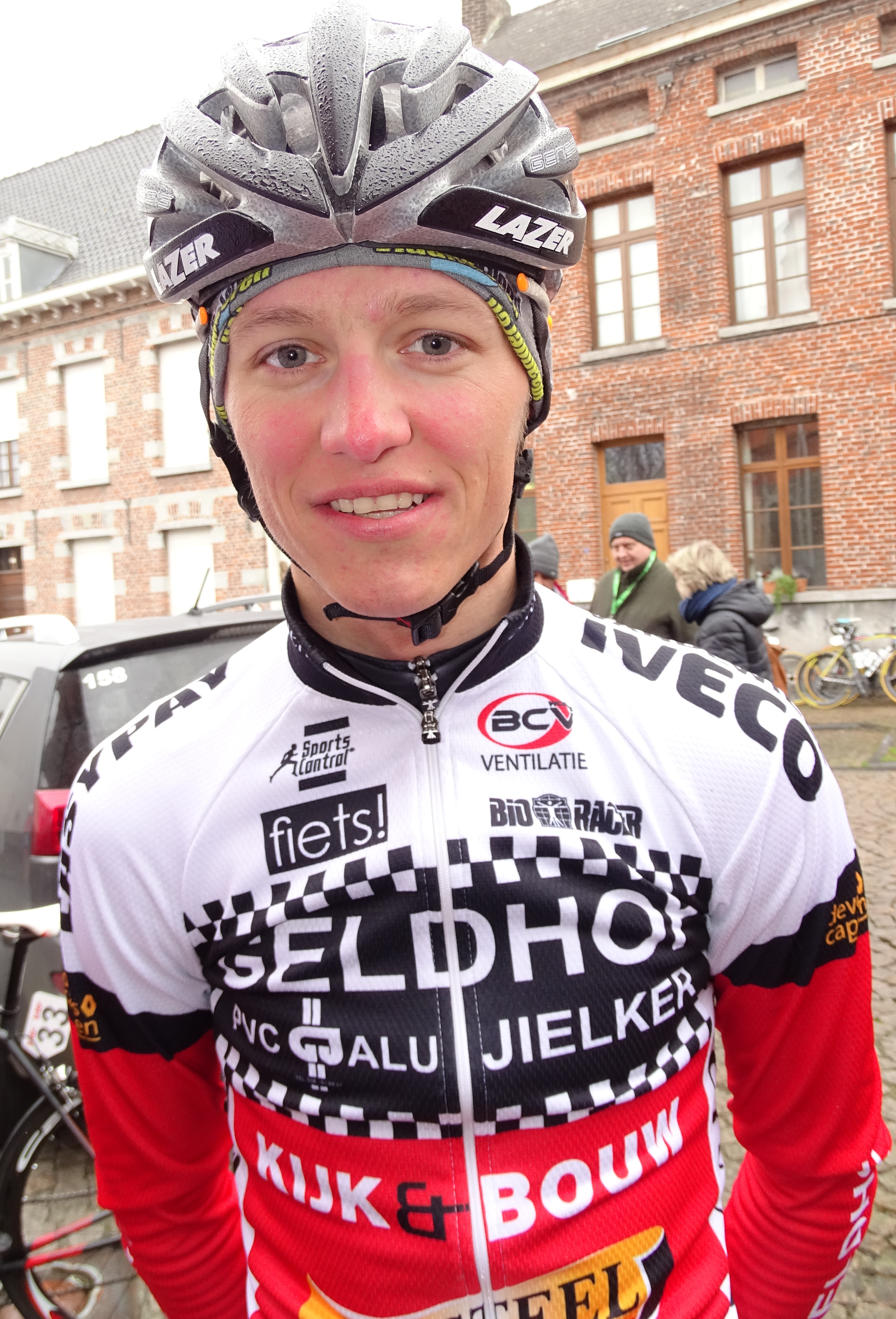
Robby Cobbaert est le leader de la Topcompétition.

| Top dix de la Topcompétition à l'issue de la 2e manche | Top dix de la Topcompétition à l'issue de la 2e manche | Top dix de la Topcompétition à l'issue de la 2e manche | Top dix de la Topcompétition à l'issue de la 2e manche | Top dix de la Topcompétition à l'issue de la 2e manche |
| ------------------------------------------------------ | ------------------------------------------------------ | ------------------------------------------------------ | ------------------------------------------------------ | ------------------------------------------------------ |
|                                                        | Coureur                                                | Pays                                                   | Équipe                                                 | Point(s)                                               |
| 1er                                                    | Robby Cobbaert                                         | Belgique                                               | BCV Works-Soenens                                      | 41 points                                              |
| 2e                                                     | Benjamin Declercq                                      | Belgique                                               | EFC-Etixx                                              | 36 pts                                                 |
| 3e                                                     | Dries Van Gestel                                       | Belgique                                               | Lotto-Soudal U23                                       | 30 pts                                                 |
| 4e                                                     | Christophe Noppe                                       | Belgique                                               | EFC-Etixx                                              | 30 pts                                                 |
| 5e                                                     | Laurens De Plus                                        | Belgique                                               | Lotto-Soudal U23                                       | 28 pts                                                 |
| 6e                                                     | Nicolas Vereecken                                      | Belgique                                               | 3M                                                     | 28 pts                                                 |
| 7e                                                     | Maxime Farazijn                                        | Belgique                                               | EFC-Etixx                                              | 26 pts                                                 |
| 8e                                                     | Piet Allegaert                                         | Belgique                                               | EFC-Etixx                                              | 24 pts                                                 |
| 9e                                                     | Martijn Degreve                                        | Belgique                                               | 3M                                                     | 24 pts                                                 |
| 10e                                                    | Maarten Craeghs                                        | Belgique                                               | Lotto-Soudal U23                                       | 22 pts                                                 |
| modifier                                               |                                                        |                                                        |                                                        |                                                        |

| \| \| Top dix de la Topcompétition à l'issue de la 2e manche[5] \| | \| \| Top dix de la Topcompétition à l'issue de la 2e manche[5] \| | \| \| Top dix de la Topcompétition à l'issue de la 2e manche[5] \| | \| \| Top dix de la Topcompétition à l'issue de la 2e manche[5] \| |
| ------------------------------------------------------------------ | ------------------------------------------------------------------ | ------------------------------------------------------------------ | ------------------------------------------------------------------ |
|                                                                    | Équipe                                                             | Pays                                                               | Point(s)                                                           |
| 1                                                                  | Lotto-Soudal U23                                                   | Belgique                                                           | 56                                                                 |
| 2                                                                  | 3M                                                                 | Belgique                                                           | 54                                                                 |
| 3                                                                  | EFC-Etixx                                                          | Belgique                                                           | 48                                                                 |
| 4                                                                  | Prorace                                                            | Belgique                                                           | 43                                                                 |
| 5                                                                  | BCV Works-Soenens                                                  | Belgique                                                           | 41                                                                 |
| 6                                                                  | Ottignies-Perwez                                                   | Belgique                                                           | 39                                                                 |
| 7                                                                  | VL Technics-Experza-Abutriek                                       | Belgique                                                           | 39                                                                 |
| 8                                                                  | Color Code-Aquality Protect                                        | Belgique                                                           | 38                                                                 |
| 9                                                                  | Profel United                                                      | Belgique                                                           | 29                                                                 |
| 10                                                                 | Cibel                                                              | Belgique                                                           | 28                                                                 |
|                                                                    | Top dix de la Topcompétition à l'issue de la 2e manche             |                                                                    |                                                                    |

|  | Top dix de la Topcompétition à l'issue de la 2e manche |

### UCI Europe Tour
Cette Flèche ardennaise attribue des points pour l'UCI Europe Tour 2015, par équipes seulement aux coureurs des équipes continentales professionnelles et continentales, individuellement à tous les coureurs sauf ceux faisant partie d'une équipe ayant un label WorldTeam.
| Position,          | 1er | 2e | 3e | 4e | 5e | 6e | 7e | 8e |
| Classement général | 40  | 30 | 16 | 12 | 10 | 8  | 6  | 3  |

## Liste des participants
- Liste de départ complète

| Légende | Légende                                                                    | Légende | Légende                                                    |
| ------- | -------------------------------------------------------------------------- | ------- | ---------------------------------------------------------- |
| Num     | Dossard de départ porté par le coureur sur cette Flèche ardennaise         | Pos     | Position à l'arrivée de la course                          |
|         | Indique un maillot de champion national ou mondial, suivi de sa spécialité | NP      | Indique un coureur qui n'a pas pris le départ de la course |
| AB      | Indique un coureur qui n'a pas terminé la course                           | HD      | Indique un coureur qui a terminé la course hors des délais |

| BMC Development BMD                 | BMC Development BMD        | BMC Development BMD |
| ----------------------------------- | -------------------------- | ------------------- |
| Num                                 | Coureur                    | Pos                 |
| 1                                   | Loïc Vliegen (BEL)         | 1er                 |
| 2                                   | Nathan Van Hooydonck (BEL) | 46e                 |
| 3                                   | Johan Hemroulle (BEL)      | AB                  |
| 4                                   | Bas Tietema (NED)          | AB                  |
| 5                                   | Floris Gerts (NED)         | 8e                  |
| 6                                   | Jesse Kerrison (AUS)       | AB                  |
| 7                                   | Tyler Williams (USA)       | AB                  |
| Directeur sportif : Geert Van Bondt |                            |                     |

| EFC-Etixx EFC                | EFC-Etixx EFC           | EFC-Etixx EFC |
| ---------------------------- | ----------------------- | ------------- |
| Num                          | Coureur                 | Pos           |
| 8                            | Benjamin Declercq (BEL) | 19e           |
| 9                            | Maxime De Poorter (BEL) | AB            |
| 10                           | Aimé De Gendt (BEL)     | 31e           |
| 11                           | Gilles Loncin (BEL)     | AB            |
| 12                           | Christophe Noppe (BEL)  | AB            |
| 13                           | Jacob Relaes (BEL)      | AB            |
| 14                           | Herman Vanhoucke (BEL)  | AB            |
| Directeur sportif : Wim Feys |                         |               |

| Color Code-Aquality Protect CCB          | Color Code-Aquality Protect CCB | Color Code-Aquality Protect CCB |
| ---------------------------------------- | ------------------------------- | ------------------------------- |
| Num                                      | Coureur                         | Pos                             |
| 15                                       | Rémy Mertz (BEL)                | 27e                             |
| 16                                       | Julien Kaise (BEL)              | 58e                             |
| 17                                       | Florent Delfosse (BEL)          | AB                              |
| 18                                       | Antoine Loy (BEL)               | AB                              |
| 19                                       | Martin Palm (BEL)               | AB                              |
| 20                                       | Tom Galle (BEL)                 | AB                              |
| 21                                       | Jimmy Duquennoy (BEL)           | AB                              |
| Directeur sportif : Christophe Detilloux |                                 |                                 |

| Lotto-Soudal U23 LTU                   | Lotto-Soudal U23 LTU        | Lotto-Soudal U23 LTU |
| -------------------------------------- | --------------------------- | -------------------- |
| Num                                    | Coureur                     | Pos                  |
| 22                                     | Jean-Albert Carnevali (BEL) | 29e                  |
| 23                                     | Laurens De Plus (BEL)       | 5e                   |
| 24                                     | Massimo Vanderaerden (BEL)  | AB                   |
| 25                                     | Brecht Ruyters (BEL)        | 48e                  |
| 26                                     | Dries Van Gestel (BEL)      | 4e                   |
| 27                                     | Mathias Van Gompel (BEL)    | 49e                  |
| 28                                     | Kenneth Van Rooy (BEL)      | 35e                  |
| Directeur sportif : Kurt Van De Wouwer |                             |                      |

| BCV Works-Soenens BCV              | BCV Works-Soenens BCV  | BCV Works-Soenens BCV |
| ---------------------------------- | ---------------------- | --------------------- |
| Num                                | Coureur                | Pos                   |
| 29                                 | Wiebren Plovie (BEL)   | AB                    |
| 30                                 | John-Ross Clauw (BEL)  | AB                    |
| 31                                 | Robby Cobbaert (BEL)   | 11e                   |
| 32                                 | Thomas Vanbesien (BEL) | 44e                   |
| 33                                 | Arno Dehem (BEL)       | AB                    |
| 34                                 | Thimo Willems (BEL)    | AB                    |
| 35                                 | Gianni Wytinck (BEL)   | AB                    |
| Directeur sportif : Luc Corneillie |                        |                       |

| 3M MMM                           | 3M MMM                  | 3M MMM |
| -------------------------------- | ----------------------- | ------ |
| Num                              | Coureur                 | Pos    |
| 36                               | Gertjan De Vos (BEL)    | 68e    |
| 37                               | Jimmy Janssens (BEL)    | 36e    |
| 38                               | Jaap de Man (NED)       | AB     |
| 39                               | Dimitri Peyskens (BEL)  | 23e    |
| 40                               | Martijn Degreve (BEL)   | 15e    |
| 41                               | Christophe Sleurs (BEL) | AB     |
| 42                               | Dylan van Zijl (NED)    | AB     |
| Directeur sportif : Frank Boeckx |                         |        |

| Cibel CIB                               | Cibel CIB                   | Cibel CIB |
| --------------------------------------- | --------------------------- | --------- |
| Num                                     | Coureur                     | Pos       |
| 43                                      | Kevin Callebaut (BEL)       | 17e       |
| 44                                      | Lawrence Naesen (BEL)       | AB        |
| 45                                      | Kenny Goossens (BEL)        | 16e       |
| 46                                      | Niels Van Dorsselaer (BEL)  | AB        |
| 47                                      | Jori Van Steenberghen (BEL) | 21e       |
| 48                                      | Kevin De Jonghe (BEL)       | 42e       |
| 49                                      | Thomas Gibbons (USA)        | 63e       |
| Directeur sportif : Gaspard Van Petegem |                             |           |

| Ottignies-Perwez OTP               | Ottignies-Perwez OTP       | Ottignies-Perwez OTP |
| ---------------------------------- | -------------------------- | -------------------- |
| Num                                | Coureur                    | Pos                  |
| 50                                 | Auxence Buntinx (BEL)      | AB                   |
| 51                                 | Thomas Petit (BEL)         | AB                   |
| 52                                 | Julien Dechesne (BEL)      | 18e                  |
| 53                                 | Christopher Deguelle (BEL) | 38e                  |
| 54                                 | Jelle Goderis (BEL)        | AB                   |
| 55                                 | Johan Mombaerts (FRA)      | 59e                  |
| 56                                 | Arnaud Voss (BEL)          | 52e                  |
| Directeur sportif : André Soetaers |                            |                      |

| VL Technics-Experza-Abutriek VLT | VL Technics-Experza-Abutriek VLT | VL Technics-Experza-Abutriek VLT |
| -------------------------------- | -------------------------------- | -------------------------------- |
| Num                              | Coureur                          | Pos                              |
| 57                               | Bram Van Broekhoven (BEL)        | 28e                              |
| 58                               | Axel De Corte (BEL)              | 25e                              |
| 59                               | Ryan Felgate (RSA)               | AB                               |
| 60                               | Jan Logier (BEL)                 | AB                               |
| 61                               | Jens Teirlinck (BEL)             | AB                               |
| 62                               | Brent Van De Kerkhove (BEL)      | AB                               |
| 63                               | Laurent Pieters (BEL)            | AB                               |
| Directeur sportif : Mario Lapere |                                  |                                  |

| Prorace PRO                       | Prorace PRO              | Prorace PRO |
| --------------------------------- | ------------------------ | ----------- |
| Num                               | Coureur                  | Pos         |
| 64                                | Gertjan De Sy (BEL)      | 41e         |
| 65                                | Joaquim Durant (BEL)     | AB          |
| 66                                | Marc Franken (BEL)       | 24e         |
| 67                                | Stijn Mortelmans (BEL)   | 32e         |
| 68                                | Vincent De Sy (BEL)      | AB          |
| 69                                | Niels Tooth (BEL)        | AB          |
| 70                                | Maarten Vlasselaer (BEL) | AB          |
| Directeur sportif : Benny Willems |                          |             |

| T.Palm-Pôle Continental Wallon PCW     | T.Palm-Pôle Continental Wallon PCW | T.Palm-Pôle Continental Wallon PCW |
| -------------------------------------- | ---------------------------------- | ---------------------------------- |
| Num                                    | Coureur                            | Pos                                |
| 71                                     | Thomas Armstrong (GBR)             | 54e                                |
| 72                                     | Jonathan Baratto (BEL)             | AB                                 |
| 73                                     | Claudio Catania (ITA)              | AB                                 |
| 74                                     | Bastien Kroonen (BEL)              | AB                                 |
| 75                                     | Nicolas Mertz (BEL)                | AB                                 |
| 76                                     | Alexandre Seny (BEL)               | AB                                 |
| 77                                     | Andrew Ydens (BEL)                 | AB                                 |
| Directeur sportif : Pascal Pieterarens |                                    |                                    |

| Wallonie-Bruxelles WBC                | Wallonie-Bruxelles WBC   | Wallonie-Bruxelles WBC |
| ------------------------------------- | ------------------------ | ---------------------- |
| Num                                   | Coureur                  | Pos                    |
| 78                                    | Sébastien Delfosse (BEL) | 39e                    |
| 79                                    | Antoine Warnier (BEL)    | 47e                    |
| 80                                    | Thomas Wertz (BEL)       | 65e                    |
| 81                                    | Tom Dernies (BEL)        | 62e                    |
| 82                                    | Laurent Évrard (BEL)     | 30e                    |
| 83                                    | Olivier Chevalier (BEL)  | AB                     |
| 84                                    | Loïc Pestiaux (BEL)      | AB                     |
| Directeur sportif : Christophe Brandt |                          |                        |

| Van Der Vurst-Hiko VDV             | Van Der Vurst-Hiko VDV   | Van Der Vurst-Hiko VDV |
| ---------------------------------- | ------------------------ | ---------------------- |
| Num                                | Coureur                  | Pos                    |
| 85                                 | Johannes De Paepe (BEL)  | AB                     |
| 86                                 | Jelle De Ville (BEL)     | AB                     |
| 87                                 | Jeroen D'Heer (BEL)      | AB                     |
| 88                                 | Axel Gremelpont (BEL)    | AB                     |
| 89                                 | Rutger Roelandts (BEL)   | AB                     |
| 90                                 | Yorick Slagmulders (BEL) | AB                     |
| 91                                 | Goran Van de Walle (BEL) | AB                     |
| Directeur sportif : Jurgen De Smet |                          |                        |

| Veranclassic-Ekoï VER | Veranclassic-Ekoï VER       | Veranclassic-Ekoï VER |
| --------------------- | --------------------------- | --------------------- |
| Num                   | Coureur                     | Pos                   |
| 92                    | Thomas Vaubourzeix (FRA)    | 6e                    |
| 93                    | Dirk Finders (GER)          | 45e                   |
| 94                    | Serge Dewortelaer (BEL)     | AB                    |
| 95                    | Robbe Casier (BEL)          | AB                    |
| 96                    | David Desmecht (BEL)        | AB                    |
| 97                    | Julien Van Den Brande (BEL) | AB                    |
| 98                    |                             |                       |
| Directeur sportif : ? |                             |                       |

| Baguet-MIBA Poorten-Indulek BMP     | Baguet-MIBA Poorten-Indulek BMP | Baguet-MIBA Poorten-Indulek BMP |
| ----------------------------------- | ------------------------------- | ------------------------------- |
| Num                                 | Coureur                         | Pos                             |
| 99                                  | Niels Vandyck (BEL)             | 66e                             |
| 100                                 | Matthias Onghena (BEL)          | AB                              |
| 101                                 | Braam Merlier (BEL)             | AB                              |
| 102                                 | Jens Moens (BEL)                | 57e                             |
| 103                                 | Jasper Van Der Schelden (BEL)   | AB                              |
| 104                                 | Lucas De Vos (BEL)              | AB                              |
| 105                                 | Maarten D'Hondt (BEL)           | AB                              |
| Directeur sportif : Pascal De Weerd |                                 |                                 |

| Asfra Racing Oudenaarde ASF   | Asfra Racing Oudenaarde ASF | Asfra Racing Oudenaarde ASF |
| ----------------------------- | --------------------------- | --------------------------- |
| Num                           | Coureur                     | Pos                         |
| 106                           | Angelo De Ketele (BEL)      | AB                          |
| 107                           | Pieter Verwee (BEL)         | AB                          |
| 108                           | Arne Opsomer (BEL)          | AB                          |
| 109                           | Glenn Velle (BEL)           | AB                          |
| 110                           | Wouter Vanderbergh (BEL)    | AB                          |
| 111                           | Brecht Denys (LTU)          | AB                          |
| 112                           | Zohar Hadari (ISR)          | NP                          |
| Directeur sportif : Luc Assez |                             |                             |

| Vastgoedservice-Golden Palace VGS | Vastgoedservice-Golden Palace VGS | Vastgoedservice-Golden Palace VGS |
| --------------------------------- | --------------------------------- | --------------------------------- |
| Num                               | Coureur                           | Pos                               |
| 113                               | Dennis Coenen (BEL)               | 55e                               |
| 114                               | Alexander Cools (BEL)             | AB                                |
| 115                               | Sander Cordeel (BEL)              | AB                                |
| 116                               | Gerry Druyts (BEL)                | 61e                               |
| 117                               | Sam Lennertz (BEL)                | AB                                |
| 118                               | Alphonse Vermote (BEL)            | AB                                |
| 119                               | Jordi Van Dingenen (BEL)          | AB                                |
| Directeur sportif : ?             |                                   |                                   |

| Profel United PFU                | Profel United PFU      | Profel United PFU |
| -------------------------------- | ---------------------- | ----------------- |
| Num                              | Coureur                | Pos               |
| 120                              | Sander Elen (BEL)      | 43e               |
| 121                              | Jeroen Eyskens (BEL)   | AB                |
| 122                              | Lennert Hoefkens (BEL) | AB                |
| 123                              | Nils Heyns (BEL)       | AB                |
| 124                              | Nick Wynants (BEL)     | AB                |
| 125                              | Floris Smeyers (BEL)   | 51e               |
| 126                              | Tom Vermeer (NED)      | 34e               |
| Directeur sportif : Johan Remels |                        |                   |

| Colba-Superano Ham CSH            | Colba-Superano Ham CSH    | Colba-Superano Ham CSH |
| --------------------------------- | ------------------------- | ---------------------- |
| Num                               | Coureur                   | Pos                    |
| 127                               | Rick Ottema (NED)         | AB                     |
| 128                               | Nick van der Meer (NED)   | AB                     |
| 129                               | Glenn Van De Maele (BEL)  | AB                     |
| 130                               | Jeroen Goeleven (BEL)     | AB                     |
| 131                               | Jelle Mannaerts (BEL)     | 67e                    |
| 132                               | Egidijus Juodvalkis (LTU) | 14e                    |
| 133                               | Quincy Vens (BEL)         | AB                     |
| Directeur sportif : David Baudson |                           |                        |

| Differdange-Losch CCD                | Differdange-Losch CCD   | Differdange-Losch CCD |
| ------------------------------------ | ----------------------- | --------------------- |
| Num                                  | Coureur                 | Pos                   |
| 134                                  | Thomas Deruette (BEL)   | AB                    |
| 135                                  | Cedric Raymackers (BEL) | AB                    |
| 136                                  | Jānis Dakteris (LAT)    | 12e                   |
| 137                                  | Sven Fritsch (LUX)      | AB                    |
| 138                                  | Ivan Centrone (LUX)     | AB                    |
| 139                                  | Tom Thill (LUX)         | 26e                   |
| 140                                  | Manuel Stocker (SUI)    | NP                    |
| Directeur sportif : Francis Da Silva |                         |                       |

| Rabobank Development RDT                | Rabobank Development RDT  | Rabobank Development RDT |
| --------------------------------------- | ------------------------- | ------------------------ |
| Num                                     | Coureur                   | Pos                      |
| 141                                     | Sjoerd Bax (NED)          | AB                       |
| 142                                     | Mitchell Cornelisse (NED) | AB                       |
| 143                                     | Lennard Hofstede (NED)    | AB                       |
| 144                                     | Sam Oomen (NED)           | 3e                       |
| 145                                     | Antwan Tolhoek (NED)      | NP                       |
| 146                                     | Jan Maas (NED)            | 10e                      |
| 147                                     | Joris Nieuwenhuis (NED)   | NP                       |
| Directeur sportif : Richard Groenendaal |                           |                          |

| Verandas Willems WIL  | Verandas Willems WIL    | Verandas Willems WIL |
| --------------------- | ----------------------- | -------------------- |
| Num                   | Coureur                 | Pos                  |
| 148                   | Dimitri Claeys (BEL)    | 7e                   |
| 149                   | Gaëtan Bille (BEL)      | 2e                   |
| 150                   | Joeri Calleeuw (BEL)    | 33e                  |
| 151                   | Olivier Pardini (BEL)   | 13e                  |
| 152                   | Stef Van Zummeren (BEL) | 40e                  |
| 153                   | Kai Reus (NED)          | AB                   |
| 154                   | Sten Van Gucht (BEL)    | AB                   |
| Directeur sportif : ? |                         |                      |

| SEG Racing SEG                      | SEG Racing SEG            | SEG Racing SEG |
| ----------------------------------- | ------------------------- | -------------- |
| Num                                 | Coureur                   | Pos            |
| 155                                 | Alex Peters (GBR)         | 9e             |
| 156                                 | Jasper Bovenhuis (NED)    | 53e            |
| 157                                 | Rob Leemans (BEL)         | 50e            |
| 158                                 | Koen Bouwman (NED)        | 22e            |
| 159                                 | Davy Gunst (NED)          | AB             |
| 160                                 | Magnus Bak Klaris (DEN)   | AB             |
| 161                                 | Julius van den Berg (NED) | AB             |
| Directeur sportif : Michiel Elijzen |                           |                |

| VC Pays de Loudéac VCP              | VC Pays de Loudéac VCP  | VC Pays de Loudéac VCP |
| ----------------------------------- | ----------------------- | ---------------------- |
| Num                                 | Coureur                 | Pos                    |
| 162                                 | Cyrille Patoux (FRA)    | 64e                    |
| 163                                 | Vincent Colas (FRA)     | AB                     |
| 164                                 | Baptiste Renault (FRA)  | AB                     |
| 165                                 | Maxence Pinchon (FRA)   | AB                     |
| 166                                 | Samuel Pökälä (FIN)     | NP                     |
| 167                                 | Andrew McCullough (USA) | AB                     |
| 168                                 | Adrien Le Meur (FRA)    | NP                     |
| Directeur sportif : André Froidmont |                         |                        |

| Royal Antwerp BC RAN           | Royal Antwerp BC RAN           | Royal Antwerp BC RAN |
| ------------------------------ | ------------------------------ | -------------------- |
| Num                            | Coureur                        | Pos                  |
| 169                            | Loorin Bastiaens (BEL)         | AB                   |
| 170                            | Bram Rombouts (BEL)            | AB                   |
| 171                            | Michaël Simons (BEL)           | AB                   |
| 172                            | Viktor Van Den Branden (BEL)   | AB                   |
| 173                            | Michiel Van Echelpoel (BEL)    | AB                   |
| 174                            | Alexander De Keersmaeker (BEL) | AB                   |
| 175                            | Sieben Devalckeneer (BEL)      | 56e                  |
| Directeur sportif : Jan Daemen |                                |                      |

| Verandas Willems-Crabbé-CC Chevigny CHE | Verandas Willems-Crabbé-CC Chevigny CHE | Verandas Willems-Crabbé-CC Chevigny CHE |
| --------------------------------------- | --------------------------------------- | --------------------------------------- |
| Num                                     | Coureur                                 | Pos                                     |
| 176                                     | Koen Aerden (BEL)                       | AB                                      |
| 177                                     | Steve Destrebecq (BEL)                  | AB                                      |
| 178                                     | Thibault Parmentier (BEL)               | AB                                      |
| 179                                     | Simon Collard (BEL)                     | AB                                      |
| 180                                     | Sébastien Remacle (BEL)                 | AB                                      |
| 181                                     | Boris Van Renterghem (BEL)              | AB                                      |
| 182                                     | Dries Verstrepen (BEL)                  | NP                                      |
| Directeur sportif : Philippe Liénart    |                                         |                                         |

| KSV Deerlijk-Gaverzicht DEE             | KSV Deerlijk-Gaverzicht DEE | KSV Deerlijk-Gaverzicht DEE |
| --------------------------------------- | --------------------------- | --------------------------- |
| Num                                     | Coureur                     | Pos                         |
| 183                                     | Evert Vanneste (BEL)        | AB                          |
| 184                                     | Jelle Feys (BEL)            | AB                          |
| 185                                     | Stijn Lapierre (BEL)        | AB                          |
| 186                                     | Gianni Marchand (BEL)       | AB                          |
| 187                                     | Gilles Coorevits (BEL)      | AB                          |
| 188                                     | Raphaël Fassin (BEL)        | AB                          |
| 189                                     | Stijn Vandevyvere (BEL)     | AB                          |
| Directeur sportif : Kristof Vercouillie |                             |                             |

| Telenet-Fidea TFC                | Telenet-Fidea TFC      | Telenet-Fidea TFC |
| -------------------------------- | ---------------------- | ----------------- |
| Num                              | Coureur                | Pos               |
| 190                              | Nicolas Cleppe (BEL)   | AB                |
| 191                              | Daan Soete (BEL)       | 60e               |
| 192                              | Quinten Hermans (BEL)  | 20e               |
| 193                              | Toon Aerts (BEL)       | AB                |
| 194                              | Kobe Goossens (BEL)    | 37e               |
| 195                              | Corné van Kessel (NED) | AB                |
| 196                              | Thijs Aerts (BEL)      | AB                |
| Directeur sportif : Danny De Bie |                        |                   |